# Wadi Khabb (Fuyaira)
Esta página trata del Wadi Khabb, afluente del Wadi Tawiyean, en el Emirato de Fujairah. La página del homónimo Wadi Khabb, afluente del Wadi Ghalilah, en el Emirato de Ras Al Khaimah, se encuentra en Wadi Khabb.
El Wadi Khabb (en árabe: وادي خب‎, romanizado: Wādī Khab)  es un valle o río seco, con caudal efímero o intermitente, que fluye casi exclusivamente durante la temporada de lluvias, situado al este de los Emiratos Árabes Unidos, en el emirato de Fuyaira, y al norte de Omán, en la gobernación de Musandam. 
Es afluente por la derecha del Wadi Tawiyean, a cuya extensa cuenca hidrográfica de 208 km² pertenece, y que limita al norte con las cuencas del Wadi Khabb Shamsi, Wadi Naqab y Wadi Nahela; y al sur y al oeste, con las del Wadi Mu'taridah / Wadi Mutarid y Wadi Basseirah.
El conjunto de toda la cuenca hidrográfica del Wadi Tawiyean, cuya cima más elevada es el Jabal Yibir (1527 m s.n.m.), reúne un número aproximado de 222 arroyos independientes, la mayoría sin nombre conocido, clasificados todos ellos en cinco grados o niveles de acuerdo con la numeración Horton-Strahler. De todos ellos, el principal, por su longitud y caudal, es el Wadi Khabb.
Entre los principales afluentes del Wadi Khabb (subafluentes del Wadi Tawiyean), destacan el Wadi Ghedah, Wadi Sidfah, Wadi Al Kharas, Wadi Ash Sharyah, Wadi Sawabi, Wadi Shakh, Wadi Wa‘bayn y Wadi Al Hiyar.

## Recorrido
La longitud total aproximada del Wadi Khabb es de 27 kilómetros, de los cuales, 10 kilómetros discurren en territorio omaní y 17 kilómetros en territorio emiratí. Su principal fuente de origen está situada junto a la divisoria de aguas, en el vértice nordeste de la cuenca hidrográfica, a una altitud aproximada de 1.348 m s. n. m., aproximadamente a 2 kilómetros al este de la aldea emiratí de Saliya Al-Baqal (en árabe: ديرة سليات الباقل‎).
En su curso alto y medio el Wadi Khabb fluye de norte a sur, con una pronunciada pendiente, atravesando la escarpada zona montañosa situada en territorio omaní, al este del Jabal Harf Tila 1.568 m s. n. m., y pasa por la aldea de Dīrat Sharmēlah
.
Ya en territorio de EAU, el wadi discurre con una pendiente muy moderada y un ancho cauce, pasando por las aldeas de Al Baqil, Al Sharyah y Shakh.
El fácil tránsito a través del curso bajo del Wadi Khabb hizo que en el pasado fuera considerado como una variante de la histórica ruta de Qaliddi que unía la ciudad de Ras Al Khaimah y otras poblaciones de la costa del Golfo Pérsico, con la ciudad de Dibba, en la costa del Golfo de Omán.

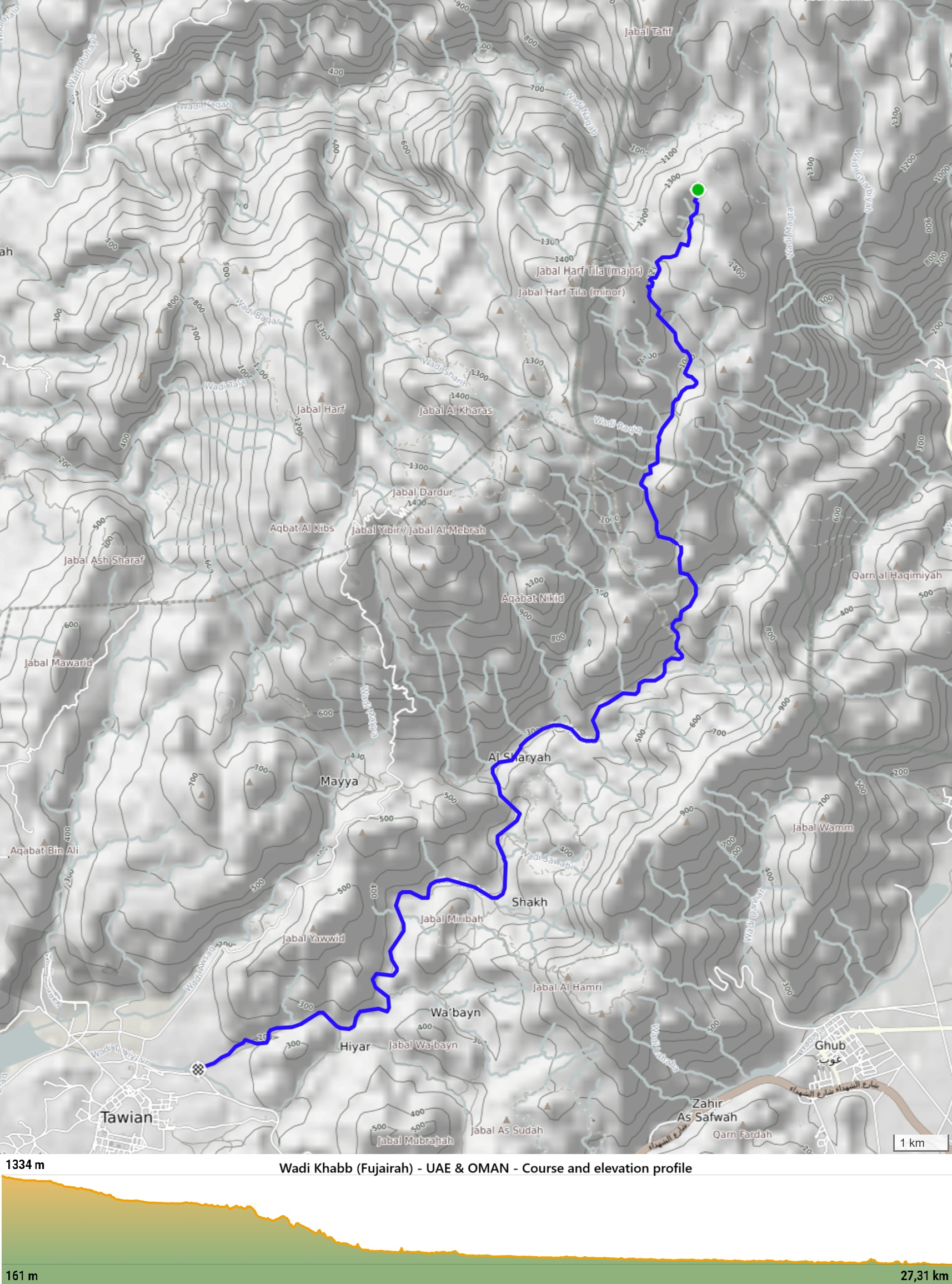
Gráfico del curso y perfil de elevación del Wadi Khabb (Fujairah) - Omán y UAE

## Presas y embalses
Como en otras regiones de los EAU, el área geográfica del Wadi Khabb se ha visto ocasionalmente afectada por lluvias inusualmente intensas e inundaciones, pero en su cauce todavía no se han construido presas.
No obstante, para prevenir el peligro de inundaciones repentinas y aumentar el potencial de recarga de aguas subterráneas, se construyó en 1992 una gran presa en el cauce del Wadi Tawiyean, aprovechando la confluencia del Wadi Khabb y otros importantes wadis (Wadi Al-Qaliddi, Wadi Sayraq, Wadi Sadakh, Wadi Awsaq) en la depresión de Sayh Muruq.
La presa tiene 23,5 metros de altura, un embalse de 3,75 km² con capacidad de 18,5 millones de metros cúbicos, y fue denominada oficialmente Wadi Tawiyean Dam (coordenadas: 25°33′57″N, 56°2′56″E).

## Toponimia
Nombres alternativos: Wadi Khab, Wādī Khab, Wadi Khabb, Wādī Khabb.
El nombre del Wadi Khabb (con la grafía Wādī Khab), sus afluentes, montañas y poblaciones cercanas, quedaron registrados en la documentación y mapas elaborados entre 1950 y 1960 por el arabista, cartógrafo, militar y diplomático británico Julian F. Walker, durante los trabajos efectuados para el establecimiento de fronteras entre los entonces denominados Estados de la Tregua, completados posteriormente por el Ministerio de Defensa del Reino Unido, en mapas a escala 1:100.000 publicados en 1971.
En el Atlas Nacional de Emiratos Árabes Unidos consta con la grafía Wādī Khab.

## Población
El área del Wadi Khabb estuvo poblada principalmente por la tribu Sharqiyin, secciones o zonas tribales de Hafaitat / Ḩufaitāt y Yammahi / Yamāmaḩah.
En las proximidades del Wadi Khabb y sus afluentes, existen vestigios arqueológicos que dan testimonio de la presencia humana en este territorio desde tiempos muy remotos.